# Базен, Рене
Рене Франсуа Николя Мари Базен (фр. René François Nicolas Marie Bazin; 26 декабря 1853, Анже — 20 июля 1932, Париж) — французский писатель

, член Французской академии (1904), номинант на Нобелевскую премию по литературе.

## Биография
Рене Франсуа Николя Мари Базен родился 26 декабря 1853 в городе Анже в департаменте Мен и Луара на западе Франции. Изучал юриспруденцию в Париже, и по возвращении в родной город стал профессором права в Université catholique de l'Ouest.
В 1876 году Базен женился на Алин Брикар (фр. Aline Bricard; 1855—1936) и в этом браке у них родились восемь детей: два сына и шесть дочерей.

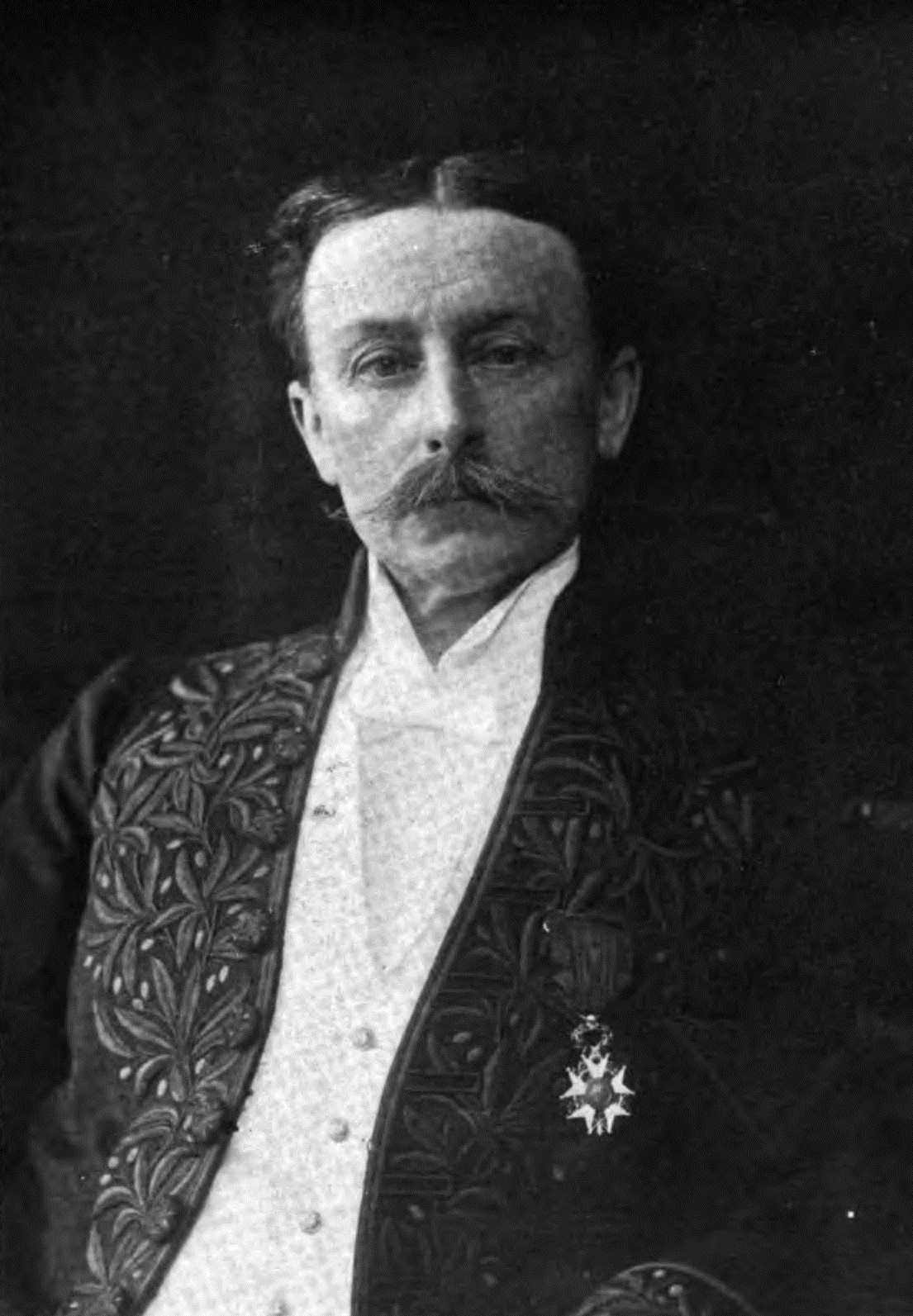
Рене Базен

Базен опубликовал в парижские журналах ряд эскизов провинциальной жизни и описаний путешествий, в 1884 году опубликовал «Stéphanette», который привлек к автору внимание читателей и критиков, но настоящую известность на литературном поприще ему принесло его произведение «Une tache d’encre» («Чернильное пятно»), которое увидело свет в 1888 году и за которое он получил награду от Французской академии. 28 апреля 1904 года писатель был принят в ряды членов Французской академии, где занял кресло недавно умершего Эрнеста Легуве. Помимо этого он занимал пост президента в Corporation des Publicistes Chretiens.
Рене Базен умер 20 июля 1932 года в Париже.
Заслуги Базена были отмечены орденом Святого Григория Великого и орденом Почётного легиона. В 1893 году ему была присуждена Монтионовская премия. Помимо этого, Базен номинировался на Нобелевскую премию по литературе, и хотя награда была присуждена другому автору, оказаться в списке сильнейших литераторов планеты является большим достижением для писателя.